# De avonden
De avonden (česky Večery) je román Gerarda Reveho z roku 1947. Líčí deset večerů třiadvacetiletého mladíka Fritse van Egterse, který bydlí se svými rodiči. Kniha patří mezi nejoblíbenější díla nizozemské literatury a stala se kultovním dílem.[zdroj?] V roce 2007 byla v hlasování deníku NRC Handelsblad zařazena mezi 10 nejlepších nizozemských knih. Kniha nebyla dosud přeložena do češtiny, v roce 2007 vyšla slovensky.